# Festival de Avándaro
El Festival de Avándaro (oficialmente conocido como Festival de Rock y ruedas en Avándaro, o simplemente Avándaro) fue un festival de rock mexicano llevado a cabo el 11 y 12 de septiembre de 1971, cerca del Club de Golf Avándaro y su lago, en el asentamiento de Tenantongo, a 5 km del pueblo de Valle de Bravo, en el Estado de México. Valorado como la versión mexicana del festival de Woodstock, es considerado como un hito en la historia del rock mexicano.
Inicialmente serían 12 actos musicales los presentados y contratados por la agencia ArTe, pero debido a la enorme cantidad de asistentes, se contrataron un total de 18 actos que cantaron en un escenario al aire libre durante un lluvioso fin de semana. El evento contó con una audiencia de entre 100,000 a 500,000 asistentes.
El contexto histórico de su realización significó un avance y un retraso en la cultura mexicana, ya que gran parte de la sociedad lo consideró como un festival «inmoral» de «degenere y encueramiento», definiéndolo como un «infierno». El gobierno de México desinformó a la población sobre algunos hechos ocurridos durante el festival, y al poco tiempo, Luis Echeverría, el presidente de la nación en turno, implementó una prohibición de facto de la música de rock en las estaciones de radio, así también como cualquier concierto relacionado al género, lo que provocó la desaparición de varias bandas de rock mexicano y nuevas propuestas musicales en el país. No fue sino hasta la década de los ochenta que el rock pudo volver a reaparecer en la escena musical de México.

## Antecedentes

### Contexto histórico
En 1969, el gobierno había prohibido el musical «Hair» después de una interpretación en Acapulco, censurando al grupo participante Los Shakes (donde figuraban artistas como Nono Zaldívar, Mayita Campos y Pixie), deportando a los actores y productores extranjeros (como James Rado (en inglés) y Gerome Ragni (en inglés)) además de bloquear al promotor y empresario del evento Alfredo Elías Calles (nieto del expresidente Plutarco Elías Calles), acto que fue publicado inclusive en el New York Times y que él mismo Carlos Monsiváis presenció y describió en su trabajo Días de guardar.
Igualmente en 1969, el grupo Pop Music Team sufrió la censura debido a su éxito «Tlatelolco» (que obtuvo solamente dos semanas de radio) y en febrero de 1971 en Monterrey, un colectivo del Conjunto Sierra Madre y el espectáculo Monterrey Light and Show, comandados por Teja Cunningham, trataron de ofrecer un espectáculo de 3 noches llamado Concierto Blanco dentro del Palacio de Gobierno Estatal, evento que a las pocas horas estalló en violencia y para el entonces gobernador de Nuevo León, Eduardo Elizondo, tuvo un costo político considerable.
Para 1971 México había organizado dos de los más importantes eventos deportivos del mundo: las Olimpiadas de verano 1968 y el Mundial México 70, generando una imagen positiva y de un país moderno al exterior. Por otra parte, persistía en la memoria colectiva la represión violenta que el gobierno llevó a cabo durante la Masacre de Tlatelolco, en 1968, y el Halconazo en junio de 1971, en el contexto de la Guerra sucia en México.
Los hippies mexicanos, llamados jipitecas por el sacerdote católico Enrique Marroquín, crearon inicialmente un movimiento literario llamado en sus inicios despectivamente por Margo Glantz como Literatura de La Onda, el que con el correr del tiempo incluyó otras disciplinas. 
En acuerdo con sus valores contraculturales, La Onda no abogaba por el levantamiento armado contra el gobierno pero sí abogaba por un cambio radical. 
Noticias desde Colombia (Festival de Ancón), Argentina (Festival Buenos Aires Rock), Chile (Festival de los Dominicos Piedra Roja), Inglaterra (Isle of Wight) y las películas de los festivales Monterey Pop y Woodstock alimentaban el ánimo de los jipitecas para ofrecer su propio festival masivo.

### Circuito Avándaroy nombre del festival
Circuito Avándaro era una famosa carrera de autos que se detuvo en el 1969 a causa del fatal accidente del piloto Moisés Solana. 
Los hermanos Eduardo y Alfonso López Negrete, propietarios de los terrenos del Circuito y de la empresa Promotora Go, el alto ejecutivo de la empresa McCann Erickson Justino Compeán junto al promotor de Telesistema Mexicano (hoy Televisa) Luis de Llano Macedo, quien producía la sección «La onda de Woodstock» del programa «Hoy domingo» conducido por Raúl Velasco, fueron el grupo fundador del proyecto y desde etapas tempranas ya se pensaba que fuera un festival masivo que incluyera carrera de autos y rock.
Luis de Llano a su vez invitó como coordinador musical a su entonces libretista, el músico y empresario Armando Molina Solís, líder del grupo La Máquina del Sonido y copropietario, junto a Waldo Tena (de Los Rebeldes del Rock) de la empresa ArTe.
A Molina, con un presupuesto asignado de $40,000.00, se le encomendó contratar exclusivamente a La Revolución de Emiliano Zapata y a Javier Batiz pero al éstos declinar y tras una serie de juntas entre Molina y los organizadores, se cambiaron las fechas y se contrataron 12 grupos de también muy alto nivel con una paga de $3,000.00 cada uno. Se acordó que tocarían a partir del sábado 11 a las 7 PM concluyendo el domingo 12 a eso de las 8 AM para dar paso a las carreras.  El boleto tuvo un costo de $25.00 pesos a venta en agencias Chrysler-AUTOMEX y obtuvo una fuerte publicidad en radio y TV en parte gracias al apoyo de Jacobo Zabludovsky periodista que, una vez terminado el festival, hizo su defensa ante las acusaciones de distintos sectores de la sociedad. El famoso publicista Joe Vera fue contratado para realizar el póster oficial.

#### Suspensión de la carrera
El sábado 11 por la mañana se acordó que la carrera sería suspendida ya que el número de los asistentes que llegaba al lugar sobrepasaba toda expectativa.
El circuito Avandaro sería suspendido por muchas décadas por venir ya que las autoridades veían también en las carreras posibles aglomeraciones de jóvenes.

## Desarrollo

### Acuerdos entre López Negrete y el alcalde Montes de Oca Loza
Entre el coorganizador Eduardo López Negrete y el alcalde de Valle de Bravo, Juan Montes de Oca Loza, se acordó que no se venderían licores. La cerveza sería vendida solamente acompañada con comida y se instalarían retretes movibles.

### Lugar de presentación
Como se reportó inclusive en la media norteamericana, como el Chorpus Christi Caller Times, un máximo de 25,000 asistentes, 122 pilotos y 12 grupos mexicanos con una posible inclusión de algunas bandas estadounidenses era lo esperado.
2 semanas previas al evento, los 5 hoteles de Valle de Bravo ya estaban reservados.

### Producción
Fue producido por la compañía Promotora Go S.A. de los hermanos Eduardo y Alfonso López Negrete, el ejecutivo de McCann Erickson y promotor deportivo Justino Compeán Palacios y el productor de Telesistema Mexicano Luis de Llano Macedo, ocurrió en el pináculo del movimiento contracultural conocido como La Onda, celebrando la vida, la paz, el amor, la ecología y las artes en general.
El festival tuvo muchas fallas técnicas. Los asistentes invadieron el área exclusiva de los músicos y las torres de iluminación. La lluvia llegó en algunos momentos del sábado y causó un gran lodazal. Como muchos de los asistentes estuvieron presentes desde el viernes 10 de septiembre, Luis de Llano expresó la célebre frase:

«Sobrevivieron por 3 días compartiendo la lluvia y el lodo; eso fue un intento de tener
 una identidad».

Francisco Martínez Gallardo, jefe del cuerpo médico y del improvisado hospital que se localizaba bajo el escenario, comentó: 

«Hubo un caso de apendicitis, 20 intoxicados con pastillas, 50 con marihuana, 5 con congestión alcohólica, 5 con gastroenteritis y algunos descalabrados, con fractura de tobillo y quemados».

Se transmitió en vivo casi en su totalidad por Radio Juventud gracias al apoyo de The Coca-Cola Company, capturado en video y audio por equipos de Polydor Records, Telesistema Mexicano, Cablevisión, Películas Candiani y Cinematográfica Marco Polo S.A. También fue capturado en diversas fotografías profesionales de Pedro Meyer, Graciela Iturbide, los colaboradores de Humberto Rubalcaba Zuleta de Editorial Nosotros, fotógrafos de revistas especializadas además de cientos de fotógrafos amateurs.

### Radiotransmisión pagada por Coca-Cola
Justino Compeán junto al gerente de Radio Juventud, Ramiro Garza, acordaron con el entonces ejecutivo para Latinoamérica de la Coca-Cola, Vicente Fox Quezada, el transmitir en vivo por radio el festival.

### Seguridad
La seguridad estaría a cargo del jefe de la policía judicial del Estado, Cuauhtémoc Cárdenas, quien dispondría de 200 agentes estatales, 120 soldados tropa y 50 agentes especiales de Gobernación.
Los reportes del total de agentes de seguridad es variado. La revista estadounidense Variety reportó un total de 700 elementos de seguridad.

## Música

### Pre-festival
Desde el jueves 9, 1.er día de soundcheck, el número de asistentes comenzaba a llegar en cantidades no esperadas. 
A las 6 AM del sábado se concretó comenzar el Festival con un Pre-festival. 
A las 11 AM Carlos Baca sube al escenario.
- Carlos Baca (Sesión de Yoga y conferencia sobre ecología)
- Eduardo Ruiz Saviñón y grupo de teatro experimental de la UNAM (interpretando la rock opera Tommy de The Who) con Carlos Steward.
- La Ley de Herodes
- Zafiro
- La Sociedad Anónima
- Soul Masters
- La Fachada de Piedra con Larry Sánchez (invitado de la banda 39.4)

### Festival
Al concluir La Fachada de Piedra su número y luego de unas pocas horas se presentaron:
- Los Dug Dug's
- El Epílogo
- La División del Norte
- Tequila
- Peace and Love
- El Ritual
- Bandido
- Los Yaki con Mayita Campos
- Tinta Blanca
- El Amor
- Three Souls in my Mind

El domingo entre 9am y 10am, Three Souls in my Mind concluyó su número a causa de fallas técnicas y el festival se dio por terminado.

## Controversias

### Avandarazo
La banda Peace & Love interpretó los temas «Marihuana» y «We Got the Power (Tenemos el poder)», que eran considerados controversiales por la sociedad mexicana. Ricardo Ochoa, cantante de la banda, lanzó palabras altisonantes en directo y como el festival se transmitía en vivo a toda la República vía Radio Juventud, algunos segmentos de la sociedad vieron esto como una clara falta al civismo (las palabras altisonantes por estar prohibidas en radio y TV, «Marihuana» por abogar en pro del estupefaciente y «Tenemos el poder» por una supuesta relación a movimientos subversivos).
La prensa entrevistó a varios asistentes al festival y la mayoría declararon que se había vivido un ambiente de paz sin accidentes de consideración pero el entonces Secretario de Gobernación, Moya Palencia, acusó a los organizadores de haber «actuado con dolo» y el gobernador del Estado de México, Carlos Hank González, condenó a los organizadores y se defendió diciendo:

«Se les dio permiso para una carrera, pero en cambio presentaron un festival de rock.»

Los oponentes políticos de Hank, según Armando Fuentes Aguirre, aprovecharon este golpe para destruir sus aspiraciones presidenciales.
Las opiniones en el mundo de la política, la religión y los intelectuales estaban divididas. Escritores y figuras de La Onda como José Agustín y Parménides García dieron una aprobación plena.  Los profesores universitarios en su mayoría y algunos intelectuales como Paco Ignacio Taibo I, Octavio Paz, Elena Poniatowska (quien asistió al festival) y José Emilio Pacheco se inclinaron por una aprobación medida.
Otros como Roberto Blanco Moheno y Rius dieron una crítica no favorable y Carlos Monsiváis inicialmente dio una vista reprobatoria aunque poco después cambió de parecer.
El Cardenal de Guadalajara José Garibi Rivera lo condenó pero el popular sacerdote liberal y asistente del festival Enrique Marroquín le dio una crítica favorable, escribiendo un controversial artículo en la revista Piedra Rodante intitulado «Dios quiere que llueva para unirnos». Cabe mencionar el incidente que también causó revuelo nacional cuando Monseñor Rafael Vázquez Corona oficiaba misa en el templo La Profesa en honor al insurgente Agustín de Iturbide, un grupo de 250 individuos pertenecientes al Movimiento Cívico Tradicionalista de México abandonó la iglesia en protesta por el apoyo del religioso al festival. El padre Vázquez Corona fue poco tiempo después severamente criticado por el entonces rector de la Universidad Autónoma de Guadalajara, Dr. Luis Garibay Gutiérrez, quien hizo estos comentarios al publicar su libro sobre el festival, «El gran desafío: Volver a pensar».
El líder sindical Fidel Velázquez solo dijo que el festival era «¡Una bacanal!» y el Presidente del Senado, Enrique Olivares Santana, manifestó terminantemente en la prensa: «Que no haya más Avándaros en la República». Finalmente y bajo presión, el presidente Luis Echeverría comentó:

«Aunque lamentamos y condenamos el fenómeno de Avándaro, también nos alienta nuestra convicción de que en este tipo de actos y espectáculos sólo es partidaria una reducida parte de nuestra población juvenil.»

Acto seguido Echeverría procedió a destruir el movimiento de La Onda. Las reuniones masivas quedaron vetadas, canciones de éxito como «Avándaro» de Rosario, «Seguir al sol» de Pájaro Alberto y «Caminata cerebral» de Love Army (la cual fue forzada a grabarse también en inglés para que no se comprendiese el mensaje al grueso de la población) y otras más fueron prohibidas en la radio y los locutores de Radio Juventud, Félix Ruano Méndez y Agustín Meza de la Peña, fueron suspendidos de sus labores. Peor suerte tuvieron el empresario Justino Compean, quién abandonó el país por un tiempo y la influyente revista Piedra Rodante fue clausurada en 1972.
La banda Tinta Blanca junto a otros músicos de rock realizaron sin éxito un famoso plantón afuera de Los Pinos, demandando hablar directamente con el presidente Echeverría. El plantón fue disuelto pacíficamente al poco tiempo.
Todo este ambiente de tensión y prohibición en contra del movimiento de La Onda es lo que se conoce como El Avandarazo.

### La encuerada de Avándaro
A pesar del espíritu de la época, y que muchas personas estaban desnudas en el lago, entre el público e inclusive en el escenario, en algún momento entre las actuaciones de las bandas Dug Dugs, Epílogo o La División del Norte, una mujer joven realizó sobre uno de los camiones de Mudanzas Galván un estriptis y capturó la atención de las cámaras y fotógrafos. Fue entrevistada brevemente después del festival por Elena Poniatowska y el público bautizó a la mujer como La encuerada.
Al alba del Avandarazo, la revista «Casos de Alarma!» publicó una historia de la vida de la susodicha mujer, anunciándola como real. La naturaleza sensacionalista de dicha revista que apuntaba hacia la muerte de la joven en el Festival y gracias al reporte médico donde no se indicó que hubiese fallecido persona alguna, hizo quedar en evidencia la falsedad de la misma. Así mismo, una entrevista que también fue dada por verídica por muchas décadas y reproducida inclusive por intelectuales de la talla de José Agustín y Carlos Monsiváis, se publicó originalmente en la revista Piedra Rodante a comienzos del 1972.
En el 2001, una polémica sobre la veracidad de la entrevista se llevó a cabo en el periódico La Jornada, entre el antiguo propietario de la revista Manuel Acéves y su antiguo colaborador Oscar Sarquiz.
Finalmente, en el 2003, fue confirmado por Federico Rublí K. gracias a sus investigaciones en las Instituciones policiales y más tarde explicado en el documental de TV Azteca «La historia detrás del mito: Avándaro» que la entrevista fue completamente fabricada e inclusive se dio a conocer el verdadero nombre y origen de la citada mujer, de origen tapatío y no regiomontano como se creía.
Cabe mencionar que pocos años más tarde del festival, el grupo Three Souls in my Mind lanzó el tema «La encuerada de Avandaro», que se convirtió en un hit.

### Transmisión radial interrumpida y despidos de locutores por el gobierno
En diversos artículos y entrevistas se manifestaba la creencia que en la Secretaría de Gobernación, a cargo del secretario Moya Palencia, se dio la orden de cortar la transmisión en vivo del festival y despedir a los locutores cuando la banda Peace and Love utilizaba palabras altisonantes. En realidad, gracias a las entrevistas a algunos de los implicados como Agustín Meza de la Peña y Ramiro Garza, se demostró que la Secretaría sí multó a la radiodifusora pero los locutores no fueron despedidos sino solamente suspendidos, sin pérdida de salario, por espacio de 15 días solamente. Quienes sí resultaron despedidos fueron el gerente de la difusora Félix Ruano Méndez y Ramiro Garza, aunque de momento se alegó recorte de personal por ajustes. En el caso de la transmisión del festival, esta fue interrumpida por Agustín Meza mismo y no por orden gubernamental, siguiendo el código que prohibía el uso de palabras altisonantes en la radio.

### Losvideotapes de Telesistema Mexicano: Confiscación por parte del gobierno
Grabadas por Carlos Alazraki como jefe de cámaras de Telesistema Mexicano, esas cintas estaban destinadas a ser parte del documental para TV, pero fueron depositadas en bodega por mandato de Emilio Azcárraga Milmo cuando Luis de Llano regresó de Valle de Bravo. Fragmentos de este pietaje han sido mostrado paulatinamente desde 1971, inclusive en el cine, con el filme La verdadera vocación de Magdalena; sin embargo, Luis de Llano remembró esta situación cuando al confiscarle las cintas, estas posiblemente fueron enviadas a una bodega de Tijuana y que años más tarde la misma se incendiaría. 
En esa misma entrevista, De Llano aclaró que contrario a la creencia popular, las cintas no fueron confiscadas por la Secretaría de Gobernación.
Una investigación independiente, como es mostrado y reproducido en el documental Las glorias de Avándaro, hecha por una petición del ciudadano Manuel Martínez Peláez a través del IFAI, demostró y comprobó que la Secretaría de Gobernación jamás confiscó las cintas.

### Artistas contratados que no llegaron
- Love Army - Como lo comentó su cantante Pájaro Alberto en el documental Las glorias de Avandaro, la banda sufrió un leve accidente vehicular en camino del DF hacia Valle de Bravo. Así lo relata también Mario Rojas, sax tenor de la banda.
- La Tribu – Como es comentado por Armando Molina en el soundtrack,  La Tribu canceló de último minuto pero los ejecutivos de su disquera, Polydor, mandaron a La División del Norte en su lugar.

### Artistas que declinaron participar
- La Revolución de Emiliano Zapata: Como lo comenta Javier Martín del Campo en el tráiler del documental Bajo el sol y frente a Dios, el grupo ya estaba comprometido a tocar un concierto en Monterrey el día 11 de septiembre. Al dirigirse al norte, vieron caravanas de miles de personas dirigiéndose al sur.[67]

- Javier Batiz: Como él mismo declara en el documental de TV Azteca, inicialmente consideró la paga muy baja. Tiempo después al percatarse que la gente lo aclamaba se arrepintió de su decisión e intentó, infructuosamente, junto a su hermana la cantante Baby Batiz, miembros de Los Locos y su novia, llegar al festival. En el camino su novia enfermó y quedaron atrapados en el tráfico vehicular, por lo tanto no pudo llegar al evento.

## En la cultura popular

### Cine
- Avándaro. Cortometraje en Super 8 producido por Luis Gutiérrez y Prieto, entonces productor de Cablevisión[68] y dirigido / editado por Alfredo Gurrola. Las tomas son de Héctor Abadie, David Celestinos y Sergio García Michel. El producto presentado consiste en 20 minutos de pietaje con fragmentos del soundtrack en directo como música de fondo. Debido a la presión ejercida por el gobierno, la película fue brevemente mostrada solo en pocas salas de cine, centros culturales y festivales internacionales de cine Super 8.

Hacia el fin de los 1970, la película fue adquirida formalmente por la empresa Cablevisión gracias a gestiones realizadas por Luis Gutiérrez. 
García Michel escribió en su ensayo Hacia un cuarto cine: «Aparte de logros técnicos, Luis siempre ha simpatizado con este movimiento, apoyando películas como Avándaro, Pasiones y La lucha; las primeras dos fueron transferidas de Super 8 a videotape y pertenecen a Cablevisión».
En el 2006, la empresa Video Grupo Empresarial la incluyó como extra del DVD Three Souls in my mind: Una larga experiencia, documental del 1983 dirigido por García Michel.

### Teatro
- Avandaro: Comedia escrita por Carlos Alfonso Nava y dirigida por Cristian Magaloni. Tres mujeres de muy distintos estilos de vida se registran en un hotel cercano al festival y al irse alistando para atender al evento, las cosas no salen como fueron planeadas. La obra obtuvo críticas muy favorables tanto del público como de especialistas teatrales al mismo tiempo de recibir la bendición de Álex Lora. México, 2018.[70][71]

### Documentales
- Tinta Blanca en Avándaro. Documental producido por Raúl Candiani, con pietaje en 16mm de la banda en vivo en el festival realizado por su mánager y abogado, Humberto Rubalcaba Zuleta. Galardonado con el tercer lugar, Sombrero de Bronce, en el IV Festival Internacional de Cortometraje de Guadalajara en 1972 .[72] México 1972.
- Avándaro 20 años después. Documental producido por Enrique Quintero Mármol, México 1991.
- Avándaro. Documental producido por Tres Tristes Tigres / Enrique Quintero Mármol. Versión extendida del documental de 1991. México 1996.
- Las glorias de Avándaro. Documental independiente producido por Arturo Lara Lozano, Carlos Cruz, Manuel Martínez, Ángel Velázquez y Arnulfo Martínez y Torres, México 2005.
- Avándaro: Imágenes Inéditas. Pietaje en Super 8 de Sergio G. Michel, transferido a digital por la cineasta norteamericana Ángela Reginato. Esta obra póstuma se estrenó el 2 de febrero de 2014 en el Centro Cultural Benemérito de las Américas de la Ciudad de México aunque ese material fue editado y musicalizado sin respetar el original de García Michel. La primera proyección oficial de todo el material que Sergio García Michel entregó a Alfredo Nieves tuvo lugar el 22 de septiembre de 2018 en la Cineteca Nacional de México bajo el nombre Avándaro de Sergio García Michel dentro de la quinta edición de Phono-Cinema Muestra Internacional de Cine y Música organizada por el músico Ricardo Jacob. México 2008.[73][74]

- Bajo el sol y frente a Dios. Documental independiente, realizado por la Enciclopedia del Rock Mexicano/Arturo Lara Lozano. México, 2016.[75]

### Especiales de televisión
- Jueves Espectaculares : Avándaro. Programa especial en este show de variedades de Telesistema Mexicano. Conducido por el actor Julio Alemán. Entrevisa a los organizadores del festival y al Sr. Juan Montes de Oca Loza, entonces alcalde de Valle de Bravo. México, 1971.[76]
- Pantalla de Cristal: Enrique Quintero Mármol. Entrevista sobre los documentales de Avándaro del 1991 y del 1996 a su realizador. Canal 22/CONACULTA. México, 2002.
- In Memoriam: Avándaro. Documental producido por Canal Once del IPN / Enrique Quintero Mármol. México, 2003.
- Memoria viva de ciertos días: Festival de Avándaro. Producido por el CONACULTA. Incluye entrevistas a participantes del festival como Álex Lora, Luis de Llano, Armando Nava, entre otros. México, 2003.
- La historia detrás del mito: Avándaro. Programa especial producido por TV Azteca. México, 2012.
- Programa especial «El observador»: 40 años de Avándaro, Partes 1 y 2. Programa especial producido por Televisión Metropolitana S.A. de C.V.- Canal 22 a través del Consejo Nacional para la Cultura y las Artes. México, 2013.
- Programa especial «Susana Adicción: Hablando del Festival de Avándaro». Programa conducido por la cantante monclovense Susana Zabaleta y producido por Luis de Llano M. en UNICABLE. México, 2013.[77][78]
- Observatorio Cotidiano. 45 años de Avándaro. Programa producido por TV UNAM. Contiene un breve documental sobre Graciela Iturbide y su trabajo en el festival. México, 2016.
- Programa especial «Leyendas»: Avándaro. Especial de UNICABLE conducido por Luis de Llano Macedo, entrevistando a Justino Compeán, Álex Lora, Graciela Iturbide y otros involucrados mostrando pietaje del evento. Televisa Networks. México, 2017.
- Programa Especial «Maravillas y curiosidades de la Fimoteca de la UNAM»: Avándaro. Especial de TV UNAM conducido por Rafael Aviña donde realiza una extensa entrevista al cineasta Alfredo Gurrola sobre su legendario cortometraje del festival. TV UNAM. México, 2017.

### El festival en documentales acerca del rock mexicano
- Nunca digas que no: Tres décadas de rock mexicano. Documental producido por MTV. EUA, 1996.
- Yo no era rebelde, Rock mexicano 1957-1971. Documental de Clio TV/Televisa, producido por Enrique Krauze. México, 1999.[79]
- BACK. Documental acerca del rock en Guadalajara y el involucramiento de algunas de sus bandas en el Festival. Producido por la Universidad Autónoma de Guadalajara, México 2006.
- Rock n Roll made in México: From evolution to revolution. Documental dirigido por Lance Miccio y producido por el baterista de Canned Heat, Fito de la Parra. EUA, 2007.
- Documental 1968-1971: Los Jefes del Rock. Documental dirigido por Guillermo Piñón. Rodado como historia ficticia, diferentes personas involucradas en el festival son entrevistados. Producido por Canal 22/CONACULTA. México, 2008.
- Gimme the Power. Documental de Olallo Rubio acerca del grupo Molotov y la relación un tanto ambigua entre roqueros, sociedad y gobierno mexicanos, desde sus inicios, pasando por el Festival de Avándaro, hasta la realización del documental. Contiene entrevistas con gente involucrada en el festival como Luis de Llano, Sergio Arau, Álex Lora y Armando Molina.

### El festival en películas y shows de televisión
Los cortometrajes Avándaro producido por Luis Gutiérrez y Prieto de Cablevisión y dirigido por Alfredo Gurrola y Tinta Blanca en Avándaro producido por Raúl Candiani de Películas Candiani y dirigido por Humberto Rubalcaba Zuleta, fueron los filmes exclusivamente sobre el festival que fueron exhibidos en festivales internacionales de cine y en selectas salas entre 1971 a 1973, además de ciertos filmes como El año de la rata de Enrique Escalona y «La segunda primera matriz» de Alfredo Gurrola donde incluyen pietaje del festival así como La verdadera vocación de Magdalena, producida por Anuar Badin de Cinematográfica Marco Polo y dirigida por Jaime Humberto Hermosillo donde intercala tomas reales del festival con una recreación de éste.
- La verdadera vocación de Magdalena. Contiene un segmento, alternando grabación en locación y pietaje original, donde supuestamente La Revolución de Emiliano Zapata y Angélica María, con respectivos alter ego, participan en el festival. Dirigida por Jaime Humberto Hermosillo. México, 1971.[80]

- Los Polivoces. Comedia de TV de inicio de los 1970s. El personaje Armandaro Valle de Bravo, un jipiteca nombrado como tal en clara referencia al festival y a Armando Molina. En el sketch introductorio del personaje, él es entrevistado junto a sus padres al ir llegando del festival. México, 1971-1973.

- Güeros. Road movie ganadora del Ariel, situada a fines del siglo XX en la huelga de la UNAM. Dirigida por Alonso Ruizpalacios, narra la ficticia historia de cuatro personajes que se lanzan a la búsqueda de Epigmenio Cruz, legendario artista que «hizo llorar una vez a Bob Dylan» y estuvo en el roster del festival. México, 2014.

### Telenovelas
- Así en el Barrio como en el Cielo. Telenovela escrita por Guillermo Ríos y Leticia López Margalli. Producida por Fides Velasco para TV Azteca. Su trama comienza a partir del festival.[81] México, 2015.

### Libros
- Avándaro: Aliviane o movida?

Libro escrito por Vicente Anaya, Eligio Calderón, Carla Zenzes y José Luis Fernández. Conjunto de ensayos en donde los autores plantean la interrogante si el festival fue una especie de trampa para la juventud. Publicado por Editorial Extemporáneos, México 1971.
- Avándaro.

Libro escrito por Luis Carrión Beltrán con fotografías de Graciela Iturbide. Carrión describe el evento como una trampa de las autoridades a la juventud mexicana. Publicado por Editorial Diógenes. México, 1971.
- Avándaro ¡Yeah, Yeah, Yeah!

Varios ensayos, tanto a favor como en contra, de autores diversos (Armando Molina, Carlos Baca, etc.) Compendio hecho por Antonio Elizondo. Publicado por Editorial Paralelo 32, S.A. México, 1971.
- La Trampa

Ensayo en tres partes hecho por el entonces rector de la UAdeG, Luis Garibay Gutiérrez. La tercera parte del ensayo llamada «El gran desafío : volver a pensar, describe los sucesos de Avándaro, en donde, según el autor, se apreció el proceso contemporáneo de la manipulación de los jóvenes». Publicado por la Universidad Autónoma de Guadalajara. México, 1972.
- Nosotros.

Libro publicado por Editorial Nosotros escrito por el abogado y representante de la banda Tinta Blanca, Humbero Rubalcaba Zuleta, con colaboraciones de Karen Lee de Rubalcaba, Alfredo González y Mario Ongay en textos y fotografías de Jorge Bano, José Pedro Camus, Francisco Drohojowski y Joel Turok. Libro que expone el festival bajo una luz enteramente positiva. Contiene un famoso prólogo por Jacobo Zabludovsky. México, 1972.
- Avándaro: Una leyenda.

Escrito por Juan Jiménez Izquierdo, un asistente al festival. Narra las peripecias que él y sus amistades pasaron alrededor del festival. Contiene una completa lista de discos y bandas populares de la época. ERIDU Producciones México, 2011.
- Informe Avándaro 1971.

Publicado en 2014 pero originalmente escrito en 1971 por el escritor Francisco Javier Estrada y el político Héctor Marín, entonces recién egresados Normalistas. Acorde a sus datos, fueron enviados hacia el festival por la entonces Dirección General de Educación Pública (actual SEP) para escribir un reporte sobre todo el acontecer del mismo y el comportamiento general de los jipitecas. Editado por Casa del Poeta Laura Méndez de Cuenca, México 2014.
- Yo estuve en Avándaro.

Escrito por Federico Rublí Kaiser. Con fotografías de Graciela Iturbide y un prólogo de Luis de Llano Macedo. Editorial Trilce. México, 2016.
- Avándaro: Lo que se dijo y lo que no se había dicho.

Libro sin publicar escrito por Armando Molina Solís.
- Avándaro : la historia jamás contada.

Novela gráfica escrita por Luis Fernando Enríquez Rocha, donde narra sus experiencias en el festival. Editorial Resistencia, Secretaría de Cultura de la CDMX. México, 2018.

### Historieta
- Aliviane a la Madre Tierra. Tira cómica producida por Carlos Baca acerca de las aventuras del personaje «Avandarito» y sus amigos. Publicada por Revista Pop, México 1971-1973.[87]

### Revistas
Entre varias que aparecieron destacan:
- Casos de ¡Alarma!: «Avándaro, el infierno». Revista sensacionalista. Drama ficticio sobre la historia de la Encuerada de Avándaro y su complicada relación con su pareja y su madre. Publicada por Alarma!, México 1971.[88]
- Piedra Rodante: «La verdad sobre Avándaro». Revista de La Onda. Contiene fotografías y reportajes sobre el festival, incluyendo el famoso «Dios quiere que llueva para unirnos» del polémico sacerdote liberal Enrique Marroquín. Publicada por Editoriales Tribales S.A., México, 1971.
- ¿Por qué? «Avándaro: Miseria del régimen». Revista de izquierdas. Reportaje con fotografías donde se reprueban las actitudes de los seguidores de La Onda en el festival, según la óptica política de la revista. Publicación Independiente por Mario Menéndez. México 1971.
- Cancionero internacional de oro En Onda: «Festival 11 de septiembre de 1971». Revista musical. Amplio reportaje sobre el festival y sobre la banda Peace & Love. México, 1971.
- Alerta: «Música, droga y sexo: El frenesí de Avándaro». Revista sensacionalista. México, 1971.
- Figuras de la canción: «La noche de Avándaro». Revista musical. Reportaje del festival y del grupo Three Souls in my Mind. La edición, con una foto de «La encuerada de Avándaro» en contraportada fue todo un éxito logrando vender 100,000 unidades.[89] México, 1971.
- POP: «Avándaro». Revista musical, que incluye un extenso reportaje de Carlos Baca. México, 1971

### Soundtracks

#### Soundtrack en vivo
- Avándaro, por fin... 32 años después. Las grabaciones que realizara Ignacio Alejos operario de la consola de Polydor Records, fueron pasadas a la propia compañía de Luis de Llano, Bakita-Ludell Records. Inicialmente a incluir 12 tracks en directo, finalmente incluye 17 tracks tal como fueron grabados durante el festival. El producto, producido por Javier Tena, fue presentado en el Hard Rock Café de la Ciudad de México. Narrado a detalle por Armando Molina. México, 2003.[90]

#### Otros soundtracks
- La Fachada de Piedra en Avándaro Valle de Bravo. EP del grupo La Fachada de Piedra en estudio producido por Discos Orfeón, México 1971.
- Love Army en Avándaro. EP de la banda Love Army en estudio producido por Discos Orfeón, México 1971.
- Los Free Minds en Avándaro Valle de Bravo. EP del grupo Free Minds en estudio producido por Discos Orfeón, México 1971.
- Los Soul Masters en Avándaro Valle de Bravo. EP de la banda Soul Masters en estudio producido por Discos Orfeón, México 1971.[91]
- Super Onda Chicana vol. II: Vibraciones del 11 de septiembre de 1971. Compilatorio de tracks en estudio producido por Fontana Records, México 1971.
- Rock en Avándaro. Compilatorio con tracks en estudio producido por Discos Orfeón, México 1972.[92]
- Three Souls in my Mind: Colección Avandaro Vols I y II. Relanzamiento en casete de las primeras producciones de este grupo presentnado este título en las portadas. Lanzamiento en CD en el 1999. Discos y Cintas Denver México, 1985.
- Peace & Love: Avándaro/1971. Álbum de estudio de la banda Peace & Love producido por Discos Cisne/Raff, México 1973. Relanzado por Discos y Cintas Denver, México 1992.[93]
- Vibraciones de Avándaro: 25 Aniversario. Compilatorio del 1994 con tracks en estudio producido por PolyGram Records y relanzado en el 1996 para el 25 aniversario del festival. México 1994-1996.
- Festival de Rock y Ruedas en Avándaro Valle de Bravo: 31 Aniversario. Compilatorio con tracks en estudio de las bandas participantes y relacionadas. Producido por Universal Music, México 2002.
- Ecos de Avándaro. CD doble compilatorio con tracks en estudio de algunas bandas participantes en el festival y otras relacionadas en general con La Onda. Producido por Sony BMG, México 2007.[94]

### Galerías de fotos
El fotógrafo Pedro Meyer, quien acudió al festival, ha producido la colección Avandaro 1971, disponible en línea.
En el 2016, el Museo Universitario del Chopo hizo la muestra «Avándaro, bajo la mirada de Iturbide», exhibiendo material de la reconocida artista Graciela Iturbide.

## Legado
Con el efecto del Avandarazo, la mayoría del rock mexicano fue paulatinamente proscrito. Comenzaba la caída del movimiento hippie alrededor del mundo y en México no fue la excepción.
Al comienzo del Avandarazo se crearon los conciertos sobre ruedas, que consistían en presentar a los grupos en grandes remolques movibles. Poco después se popularizan los Hoyos fonky, lugares clandestinos donde se llevaban a cabo conciertos en precarias condiciones y apoyados casi exclusivamente por el proletariado. La banda sonora, con algunas de las canciones en vivo del festival, titulado Avándaro, por fin... 32 años después (producida por Bakita-Ludell Records), fue lanzada en 2003.
Si bien el festival continúa siendo controversial para la sociedad mexicana, paulatinamente su estudio fue introducido en la materia de Historia de México como lo demuestran algunos libros producidos por renombradas instituciones mexicanas como el INEGI y el COLMEX hasta llegar a ser formalmente reconocido por el Senado mexicano en noviembre de 2019 a raíz de la muerte de Armando Molina. Con este reconocimiento oficial y tras 48 años de espera, se puso fin al periodo de negación del festival por las autoridades mexicanas. El senador Martí Batres publicó vía Twitter su pésame a la familia Molina Solís y dio el anuncio del Tributo Oficial.
La alta calidad musical de los grupos participantes es internacionalmente reconocida. El festival per se es observado como un gran momento para el movimiento hippie mundial, como un parteaguas en la sociedad mexicana de la posguerra en general y de la música de rock nacional en particular.